# Bjergets Idrætsanlæg
Bjergets Idrætsanlæg er et fodboldstadion i Kjellerup, som er hjemsted for byens fodboldklub 2. divisionsklubben Kjellerup IF.
56°17′6.14″N 9°26′31.17″Ø / 56.2850389°N 9.4419917°Ø